# Haponlahtikanal

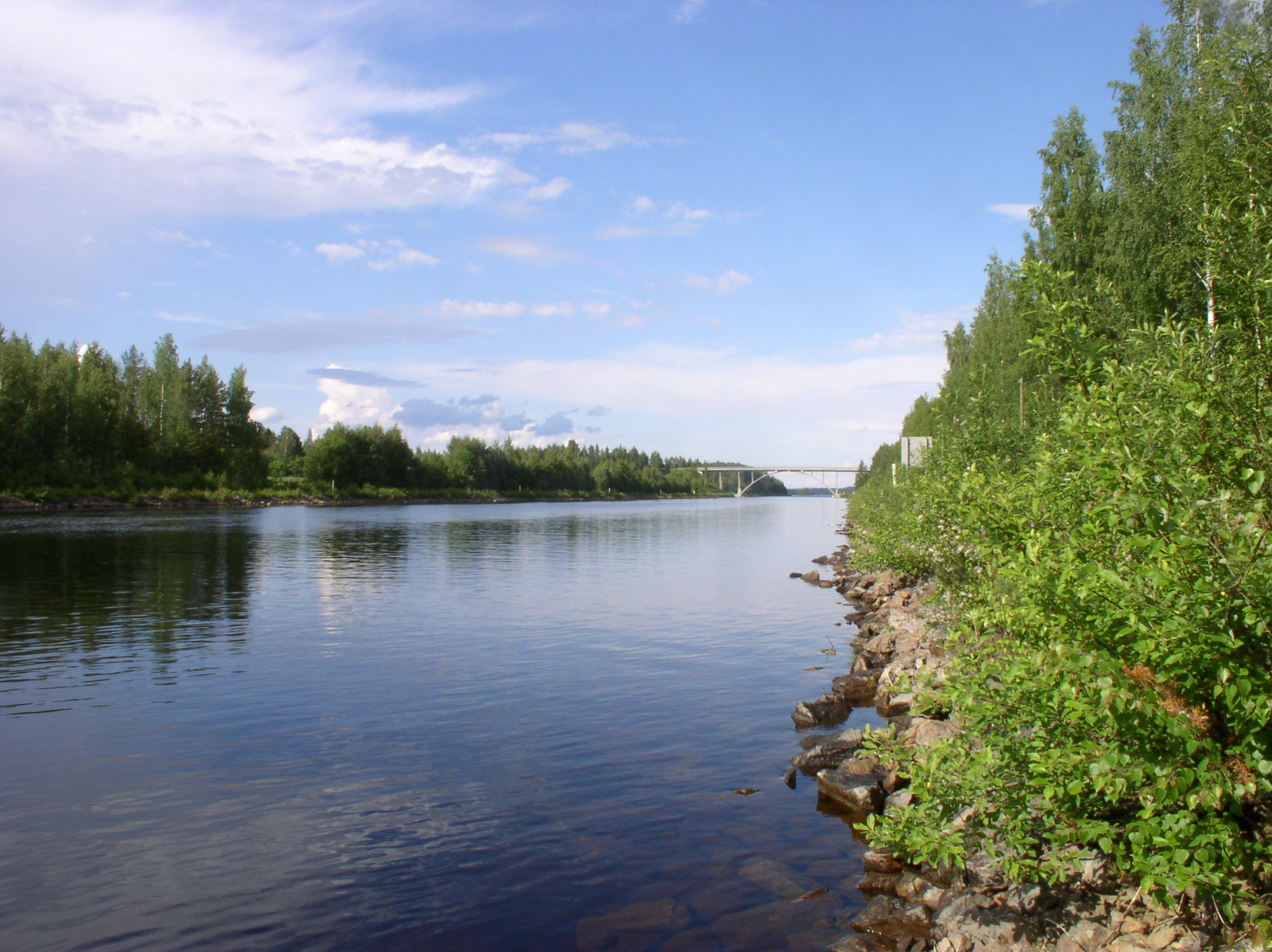
Haponlahtikanal

Haponlahtikanal ist ein Kanal, der durch die Landenge von Oravi führt. Der Kanal wurde erbaut, als der alte, schon seit Mitte des 19. Jahrhunderts in Betrieb gewesene offene Kanal für die Bundflößerei zu klein wurde. Der neue Haponlahtikanal wurde im Jahre 1960 fertiggestellt und später tiefer gebaggert.
Der Kanal ist 1,8 km lang. Die maximale Breite der Schiffe beträgt 12,6 m, die Tiefe 4,2 m, die Masthöhe 13,6 m.
Der Kanal verbindet das Joutenvesi des Saimaa mit dem Haukivesi. Das verkürzt die Wasserstraße von Savonlinna nach Joensuu um 35 km.